# Turnaj kandidátů 2024
Turnaj kandidátů 2024 byl šachový turnaj pro osm hráčů, který se konal v The Great Hall v Torontu, od 3. do 22. dubna 2024.  Ve stejnou dobu se odehrával také Turnaj kandidátek.  Vítěz turnaje získal právo hrát Mistrovství světa v šachu 2024 proti současnému mistru světa v šachu Ting Li-ženovi.
Vítězem turnaje se stal indický velmistr Gukesh D. Jde o vůbec nejmladšího vítěze turnaje kandidátů a tedy také historicky nejmladšího vyzyvatele v rámci mistrovství světa v šachu. 
Jako každý turnaj kandidátů od roku 2013 se hrálo dvoukolovým formátem každý s každým.  

## Kvalifikace
Na Turnaj kandidátů se kvalifikovali:  
| Způsob kvalifikace                                                          | Hráč                                               | Věk          | Rating       | Umístění ve světovém žebříčku |
| Způsob kvalifikace                                                          | Hráč                                               | (duben 2024) | (duben 2024) | (duben 2024)                  |
| --------------------------------------------------------------------------- | -------------------------------------------------- | ------------ | ------------ | ----------------------------- |
| Vicemistr světa 2023                                                        | Jan Něpomňaščij                                    | 33           | 2758         | 7                             |
| Tři nejlepší hráči na mistrovství světa v šachu 2023                        | Magnus Carlsen (vítěz, odmítl účast)               | 33           | 2830         | 1                             |
| Tři nejlepší hráči na mistrovství světa v šachu 2023                        | R Praggnanandhaa (druhé místo)                     | 18           | 2747         | 14                            |
| Tři nejlepší hráči na mistrovství světa v šachu 2023                        | Fabiano Caruana (třetí místo)                      | 31           | 2803         | 2                             |
| Tři nejlepší hráči na mistrovství světa v šachu 2023                        | Nijat Abasov (čtvrté místo, náhradník za Carlsena) | 28           | 2632         | 114                           |
| Dva nejlepší hráči na turnaji FIDE Grand Swiss Tournament 2023              | Vidit Gujrathi (vítěz)                             | 29           | 2727         | 25                            |
| Dva nejlepší hráči na turnaji FIDE Grand Swiss Tournament 2023              | Hikaru Nakamura (druhé místo)                      | 36           | 2789         | 3                             |
| Nejvýše hodnocený hráč na okruhu FIDE 2023, který nebyl jinak kvalifikovaný | Gukesh D                                           | 17           | 2743         | 16                            |
| V lednu 2024 nejvýše hodnocený hráč, který nebyl jinak kvalifikovaný        | Alireza Firouzja                                   | 20           | 2760         | 6                             |

### Neúčast Magnuse Carlsena
Navzdory kvalifikaci na turnaj kandidátů díky vítězství na Světovém poháru FIDE 2023   se bývalý mistr světa Magnus Carlsen rozhodl v Torontu nesoutěžit.  Tento svůj nezájem vyjádřil již po postupu do semifinále mistrovství světa s tím, že je jeho účast „při zachování stávajícího formátu zcela bez šance“.  V lednu 2024, po oficiálním potvrzení seznamu kandidátů, Magnus Carlsen formálně potvrdil své rozhodnutí odmítnout pozvání FIDE prohlášením: "Řekl bych, že hlavním důvodem je, že bych si to neužil. Je to vskutku tak jednoduché."  V důsledku toho se Nidžat Abasov, který skončil čtvrtý na Světovém poháru, kvalifikoval do Turnaje kandidátů 2024 jakožto náhradník za Carlsena.  

### Smlouva FIDE a Grand Chess Tour
V dubnu 2022, před zveřejněním všech způsobů kvalifikace, FIDE oznámila, že dvě místa budou vyhrazena pro nejlepší hráče na Grand Chess Tour 2023. Federace přislíbila, že v blízké budoucnosti dodá veškeré podrobnosti, avšak při pozdějším vyhlášení legitimních kvalifikačních cest nebylo Grand Chess Tour zahrnuto, aniž by federace tuto změnu svého postoje jakkoliv vysvětlila.   Turnaje Grand Chess Tour se nicméně standardně započítávaly do žebříčku FIDE a mohly tak přispět ke kvalifikaci nepřímo. 

### Kvalifikace díky ratingu FIDE
Nejlépe hodnocený hráč v ratingu za leden 2024, který se ještě na základě jiných kritérií nekvalifikoval na kandidátky nebo mistrovství světa a zúčastnil se alespoň čtyř klasických turnajů okruhu FIDE se automaticky kvalifikoval do kandidátů.  
Boj o kvalifikaci prostřednictvím ratingu se ukázal být velmi ostrým a dramatickým. Po slabém představení v Sinquefield Cupu 2023 ztratil doposavad vedoucí Alireza Firouzja téměř třináct bodů, čímž se v živém hodnocení dostal za Wesleyho Soa. Ve snaze o jeho předstižení uspořádal Šachový klub Chartres tři dvoukolová utkání mezi Firouzjou a velmistry Alexandrem Dgebuadzem (52 let, rating 2439), Andrejem Ščekačevem (51 let, rating 2506) a Sergejem Fedorčukem (42 let, rating 2546). Tyto duely, které se nepřekvapivě konaly v Chartres ve Francii, byly souhrnně označovány jako „Alireza Firouzja's Race to Candidates“ (v překladu Závod Alirezy Firouji o Turnaj Kandidátů). Firouzja potřeboval vyhrát všech šest zápasů (nebo vyhrát prvních pět a nehrát šestý), aby předběhl Soa v živém hodnocení. Prvních pět her skutečně vyhrál, byť po určitých kontroverzích (Ščekačev například vzdal v zápase číslo 3 v pozici, která se ukázala býti vyrovnanou), ale přesto se rozhodl hrát šestou hru. V zápase, který potřeboval nutně vyhrál vyhrát, byl Firouzja až příliš agresivní a ocitl se v nedobře se pro něj vyvíjející koncovce. Nicméně, jelikož se oba hráči nacházeli pod časovým tlakem, Fedorčuk přijal nabídku Firouzji na remízu. Výsledek 5,5/6 stále nechal Firouzju v živém hodnocení až za Soem. 
Uspořádání akce na poslední chvíli i účelový výběr oponentů vyvolaly kritiku, ke které se připojil také So, když prozradil, že podobné příležitosti vylepšit svůj rating měl také a odmítl je, protože pseudoturnaje tohoto typu považuje za amorální. Krátce poté, co byly tyto zápasy oznámeny, FIDE potvrdilo, že má právo nezapočítat do kvalifikačního ratingu jakoukoliv událost, kterou se nezapočítat rozhodne. Americká šachová federace v reakci na to FIDE vyzvala, aby tedy nehodnotila tyto Firouzjovy zápasy. Již původní odpověď FIDE vyvolala nicméně v šachových kruzích poměrně silnou polemiku a vysloužila si kritiku z řad elitních šachistů, včetně Iana ho, který poukázal na to, že Ting Li-žen také hrál účelové zápasy na poslední chvíli za účelem toho, aby se kvalifikoval na Turnaj kandidátů 2022, aniž by na toto FIDE jakkoliv reagovala. 
Dne 25. prosince FIDE oznámila nová pravidla, která s okamžitou platností, vyžadují, aby turnaje s alespoň jedním hráčem, jehož hodnocení přesahuje 2700 (nebo alespoň jednou hráčkou s hodnocením nad 2500) byly registrovány s měsíčním předstihem. Toto pravidlo nebylo nicméně retroaktivně uplatněno pro turnaj původně projednávaný Francouzův miniturnaj. Požadavku této registrace se lze vyhnout pouze výjimkou udělenou prezidentem FIDE nebo předsedou kvalifikační komise. Téhož dne byly zápasy Alirezy Firouzji (stejně jako jeden další zápas z Chartres, bez Firouzovy účasti) odstraněny z webových stránek FIDE. 
Firouzja poté, co nedokázal Soa v ratingu předstihnout, odstoupil ze světového šampionátu v rapid a bleskovém šachu, aby se namísto toho zúčastnil turnaje Open de Rouen , což byl menší turnaj hraný švýcarským systémem, jehož vítěz si domů odnesl 700 €. Firouzja vyhrál všech 7 partií, včetně bitvy proti bývalému vyzyvateli v zápasu o titul mistra světa Gatovi Kamskymu. Firouzja tímto dominantním triumfem získal potřebné body v ratingu a překonal Soa v žebříčku k ledna 2024, i v tom případě, že by event v Chartres nebyl započítán, ke pro kterýžto krok (tedy pro nezapočítání) se FIDE nakonec také rozhodla.  Firouzja byl nicméně oficiálně potvrzen jako ratingový kvalifikant. 
Vůbec nejlépe obsazený šachový turnaj v historii země své země uspořádala v prosinci 2023 Indie. Díky triumfu na Chennai Grand Masters (zisk 4,5 bodu ze 7 partií) se na turnaj kandidátů kvalifikoval také Gukesh D. Ani tento turnaj se neobešel zcela bez kritiky pro účelovost jeho konání, hlavní garant turnaje Višvanáthan Ánand nicméně kritiku odmítl s tím, že vše bylo ohlášeno a uspořádáno přesně podle regulí a indická federace tedy hraje fér. 
| Pořadí | Hráč              | Rating | Turnaje na okruhu FIDE | Možnost kvalifikace přes rating    |
| ------ | ----------------- | ------ | ---------------------- | ---------------------------------- |
| 1      | Magnus Carlsen    | 2830   | 4+                     | Ne                                 |
| 2      | Fabiano Caruana   | 2804   | 4+                     | Ne                                 |
| 3      | Hikaru Nakamura   | 2788   | 4+                     | Ne                                 |
| 4      | Ting Li-žen       | 2780   | 2                      | Ne                                 |
| 5      | Jan Něpomňaščij   | 2769   | 4+                     | Ne                                 |
| 6      | Alireza Firouzja  | 2759   | 4+                     | Ano                                |
| 7      | Wesley So         | 2757   | 4+                     | Ano                                |
| 8      | Leinier Domínguez | 2752   | 4                      | Ano                                |
| 9      | Sergej Karjakin   | 2750   | 0                      | Ne (nedostatek odehraných turnajů) |
| 10     | Aniš Giri         | 2749   | 4+                     | Ano                                |

## Organizace
Turnaj byl určen celkem pro osm hráčů, kteří hráli formátem dvakrát každý s každým. To znamená, že celkem proběhlo 14 kol, kdy každý hráč stál proti témuž jinému dvakrát: jednou s bílými a jednou s černými figurami.
Partie hráčů ze stejné národní federace musely proběhnout již v první a třetí třetině turnaje (tedy v prvním polovině prvních zápasů a v první polovině odvet), aby se minimalizovalo rizik dohodnutých partií za účelem triumfu nejlépe postaveného z nich. Dotčenými hráči byli Indové R Praggnanandhaa, Santoš Gujrathí Vidit a Gukesh D a Američané Fabiano Caruana a Hikaru Nakamura. První tři se proti sobě postavili v kolech 1–3 a 8–10, zatímco poslední dva se střetli v kolech 1 a 8.
FIDE oznámila rozlosování v březnu 2024. Arbitrážním týmem akce byli hlavní arbitr Aris Marghetis (Kanada) a zástupci hlavního arbitra Carolina Solisová Muňozová (Kostarika) a Andrew Howie (Skotsko). 

### Pravidla
Časová dotace na tahy jednoho hráče byla 120 minut pro prvních 40 tahů a následně přidaných 30 minut pro zbytek hry, s tím, že počínaje tahem 41 bylo za každý tah hráči připočteno 30 vteřin. Hráči získali 1 bod za výhru, ½ bodu za remízu a 0 bodů za prohru. 
Případný shodný bodový zisk na konci turnaje na prvním místě byl řešen následovně:
- Pokud jsou vyrovnaní dva hráči, odehrají dvě partie v rapid šachu s dotací 15+10 (15 minut na všechny tahy + přídavek 10 vteřin za každý odehraný tah). Pokud dojde k shodnému bodovému zisku tří až šesti šachistů, bude hrát jedenkrát každý s každým rovněž s dotací 15+10. Pokud by stejný bodový zisk zaznamenalo sedm nebo dokonce osm hráčů, odehraje se totéž jako v případě předchozím avšak s časovou dotací pouze 10+5.
- Pokud i po těchto partiích v rapid šachu je první příčka dělená mezi dva muži, budou následovat dvě bleskové šachové partie s dotací 3+2. V případě shodného výsledku více než dvou hráčů bude hrát opět každý s každým, avšak pouze jedno kolo (taktéž 3+2).
- Pokud ani bleskové šachové partie nedokáží určit jednoznačného vítěze, šachisté, kteří nadále okupují první příčku, budou hrát vyřazovací bleskový turnaj se stejnou časovou dotací. V každém minizápase tohoto vyřazovacího turnaje vyhraje minizápas ten hráč, který jako první vyhraje partij.

Remízy pro jiná místa než první budou rozhodovány podle následujících kritérií v pořadí: (1) Sonneborn–Bergerovo skóre ; (2) celkový počet výher; (3) vzájemné skóre mezi vyrovnanými hráči; (4) los.
Finanční odměna pro vítěze je 48 000 EUR, 36 000 EUR je uděleno za druhé místo a 24 000 EUR za třetí místo (přičemž hráči se stejným počtem bodů sdílejí finanční odměny, bez ohledu na výše popsaná řešení shod). K výpočtu konečné odměny je následně hráčům připočteno plus 3 500 EUR za každý půlbod, který šachista během turnaje získal. Celkový prize pool této prestižní šachové události byl 500 000 €.

### Rozvrh
|                    | \| Datum \| Program \| \| ------------------ \| ----------------------------------------------- \| \| středa, 3. dubna \| Slavnostní zahájení \| \| čtvrtek, 4. dubna \| 1. kolo \| \| pátek, 5. dubna \| 2. kolo \| \| sobota, 6. dubna \| 3. kolo \| \| neděle, 7. dubna \| 4. kolo \| \| pondělí, 8. dubna \| Volný den \| \| úterý, 9. dubna \| 5. kolo \| \| středa, 10. dubna \| 6. kolo \| \| čtvrtek, 11. dubna \| 7. kolo \| \| pátek, 12. dubna \| Volný den \| \| sobota, 13. dubna \| 8. kolo \| \| neděle, 14. dubna \| 9. kolo \| \| pondělí, 15. dubna \| 10. kolo \| \| úterý, 16. dubna \| Volný den \| \| středa, 17. dubna \| 11. kolo \| \| čtvrtek, 18. dubna \| 12. kolo \| \| pátek, 19. dubna \| Volný den \| \| sobota, 20. dubna \| 13. kolo \| \| neděle, 21. dubna \| 14. kolo \| \| pondělí, 22. dubna \| Tiebreak (byl-li by nutný) Slavnostní zakončení \| |
| Datum              | Program |
| středa, 3. dubna   | Slavnostní zahájení |
| čtvrtek, 4. dubna  | 1. kolo |
| pátek, 5. dubna    | 2. kolo |
| sobota, 6. dubna   | 3. kolo |
| neděle, 7. dubna   | 4. kolo |
| pondělí, 8. dubna  | Volný den |
| úterý, 9. dubna    | 5. kolo |
| středa, 10. dubna  | 6. kolo |
| čtvrtek, 11. dubna | 7. kolo |
| pátek, 12. dubna   | Volný den |
| sobota, 13. dubna  | 8. kolo |
| neděle, 14. dubna  | 9. kolo |
| pondělí, 15. dubna | 10. kolo |
| úterý, 16. dubna   | Volný den |
| středa, 17. dubna  | 11. kolo |
| čtvrtek, 18. dubna | 12. kolo |
| pátek, 19. dubna   | Volný den |
| sobota, 20. dubna  | 13. kolo |
| neděle, 21. dubna  | 14. kolo |
| pondělí, 22. dubna | Tiebreak (byl-li by nutný) Slavnostní zakončení |

Začátek všech kol byl naplánován na 14:30 místního času (20:30 UTC + 2). 

## Výsledek

### Pořadí
Tie-breaky pro místa jiná než první: (1) výsledky ve hrách řešících tie-break o první místo, pokud k nim došlo; (2) Sonneborn–Bergerův systém (SB); (3) celkový počet výher; (4) vzájemné skóre mezi vyrovnanými hráči; (5) los.

### Body po jednotlivých kolech
Tato tabulka ukazuje celkovou bilanci výher mínus proher, kterou každý hráč po daném kole měl kole. '=' znamená, že hráč po tomto kole měl na svém kontě stejný počet výher i proher. Zelené pozadí označuje hráče s nejvyšším počtem bodů po každém kole. Červené pozadí označují hráče, kteří již po daném kole neměli bez ohledu na výsledky dalších kol šanci turnaj ovládnout.
| Pořadí | Hráč                   | Kola | Kola | Kola | Kola | Kola | Kola | Kola | Kola | Kola | Kola | Kola | Kola | Kola | Kola |
| Pořadí | Hráč                   | 1    | 2    | 3    | 4    | 5    | 6    | 7    | 8    | 9    | 10   | 11   | 12   | 13   | 14   |
| ------ | ---------------------- | ---- | ---- | ---- | ---- | ---- | ---- | ---- | ---- | ---- | ---- | ---- | ---- | ---- | ---- |
| 1      | Gukesh D (IND)         | =    | +1   | +1   | +1   | +2   | +2   | +1   | +2   | +2   | +2   | +2   | +3   | +4   | +4   |
| 2      | Hikaru Nakamura (USA)  | =    | −1   | −1   | −1   | =    | =    | =    | +1   | =    | +1   | +2   | +3   | +3   | +3   |
| 3      | Jan Něpomňaščij (FIDE) | =    | +1   | +1   | +2   | +2   | +2   | +2   | +2   | +2   | +2   | +3   | +3   | +3   | +3   |
| 4      | Fabiano Caruana (USA)  | =    | +1   | +1   | +1   | +1   | +1   | +1   | =    | =    | +1   | +1   | +2   | +3   | +3   |
| 5      | R Praggnanandhaa (IND) | =    | −1   | =    | =    | =    | +1   | +1   | +1   | +1   | +1   | =    | =    | −1   | =    |
| 6      | Vidit Gujrathi (IND)   | =    | +1   | =    | −1   | −1   | =    | =    | −1   | =    | =    | −1   | −2   | −2   | −2   |
| 7      | Alireza Firouzja (FRA) | =    | −1   | −1   | −1   | −2   | −3   | −2   | −2   | −2   | −3   | −2   | −3   | −4   | −4   |
| 8      | Nijat Abasov (AZE)     | =    | −1   | −1   | −1   | −2   | −3   | −3   | −3   | −3   | −4   | −5   | −6   | −6   | −7   |

### Shrnutí
Průzkum čtenářů Chessbase před turnajem označil za významného favorita Caruanu. Bývalí mistři světa Viswanathan Anand a Magnus Carlsen s tímto názorem souhlasili, ačkoliv se domnívali, že Nakamura by měl být rovněž počítán mezi favority, a že Něpomňaščij a Firouzja mohou favority rovněž řádně potrápit. 
První kolo přineslo pouze nerozhodné výsledky, dramatické pozice byly nicméně k vidění hned od počátku turnaje. V kole druhém Vidit využil své přípravy k překvapení a nakonec také porážce Nakamury, zatímco Praggnanandhaa se dostal rovněž díky lépe připravenému zahájení do dominantní pozice proti Gukeshovi, ale přecenil svou výhodu a nakonec prohrál. Caruana přehrál Abasova v poziční bitvě a divoký souboj Něpomňaščij-Firouzja nakonec po řadě nevyužitých výhod na obou stranách vyhrál Něpomňaščij.  Ve 3. kole se Abasov a Nakamura po poklidném průběhu dohodli na remíze, naopak remíze Gukeshe a Něpomňaščého předcházel silný tlak indického šachisty, který ale nedokázal proměnit. Praggnanandhaa naopak rozjel svou černou partii neobvyklou a poněkud riskantní variací na španělskou hru v podobě odložené Schliemmanovy obrany (3. a6, 4. Sa4 f5), čímž zaskočil Vidita. Ve výsledné složité a dvousečné pozici se dokázal orientovat lépe její tvůrce Praggnanandhaa a zaznamenal tak jedinou výhru v kole.  Ve 4. kole bylo sice několik ofenzivních partií, rozhodným výsledkem však skončila jediná: Něpomňaščij porazil Vidita v berlínské koncovce, čímž se osamostatnil na čele žebříčku. 
| Pořadí | Hráč                   |          | SB    | Výhry | Kvalifikace                         |
| ------ | ---------------------- | -------- | ----- | ----- | ----------------------------------- |
| 1      | Gukesh D (IND)         | 9 / 14   | 57    | 5     | Postup do boje o titul mistra světa |
| 2      | Hikaru Nakamura (USA)  | 8.5 / 14 | 56    | 5     |                                     |
| 3      | Jan Něpomňaščij(FiDE)  | 8.5 / 14 | 56    | 3     |                                     |
| 4      | Fabiano Caruana (USA)  | 8.5 / 14 | 54    | 4     |                                     |
| 5      | R Praggnanandhaa (IND) | 7 / 14   | 42.5  | 3     |                                     |
| 6      | Vidit Gujrathi (IND)   | 6 / 14   | 40.25 | 3     |                                     |
| 7      | Alireza Firouzja (FRA) | 5 / 14   | 32.75 | 2     |                                     |
| 8      | Nijat Abasov (AZE)     | 3.5 / 14 | 25.5  | 0     |                                     |

V 5. kole Praggnanandhaa a Vidit získali silné pozice proti Něpomňaščému a Caruanovi, oba se velmi přiblížili vítězství, ale jejich soupeři dokázali pozice ustát a partie zremizovat. Mezitím Abasov i Firouzja selhaly v klíčových chvilkách koncovky a prohráli. Výsledky znamenaly, že se Gukesh přidal k Něpomňaščému v čele.   Jak Abasov, tak Firouzja znovu prohráli také v 6. kole, avšak tentokráte značně odlišnými způsoby. Praggnanandhaa přehrál Abasova po napínavé střední hře, zatímco Firouzja chyboval tahem 13... Qxf2? (diagram), a rychle se ocitl v prohrané pozici. GM Daniel King následně odhadoval, že Firouzja mohl stále být psychicky rozhozený z předešlé porážky.  V 7. kole se Firouzja znovu dostal do obtížné pozice, ale tentokrát odhalil správné tahy a zkomplikoval situaci, v důsledku čehož Gukesh pod časovým tlakem chyboval a Firouzja zvítězil. Ostatní partie skončily nerozhodně, což znamenalo, že Něpomňaščij dokončil první poločas turnaje jako sólolídr. 
Druhá polovina začala výrazným proměněním dosavadního pořadí. Poslední Abasov nečekaně udržel remízu s černými proti Něpomňaščému, zatímco velkolepým způsobem se po srdcervoucí prohře vrátil do hry Gukesh, když porazil Vidita Gujrathiho. To znamenalo, že se Gukesh připojil k Něpomňaščému na prvním místě. Mezitím Nakamura porazil Caruanu a připojil se k Praggnanandhaaovi na místě třetím.  V 9. kole Vidit porazil Nakamuru, zatímco ostatní hry skončily nerozhodně. Mezi nimi byla nejnapjatější partie Firouzja–Něpomňaščij. Firouzja byl blízko k výhře, ale Něpomňaščij díky houževnaté defenzivě ubojoval remízu.  Nakamura se k čelu peletonu vrátil hned v dalším kole výhrou proti Abasovovi poté, co se dostal z nepříznivé pozice, zatímco Caruana triumfoval proti Firouzjovi. Přímý boj o vedoucí příčku v 10. kole mezi Gukeshem a Něpomňaščém skončil remízou a oba zůstali ve vedení, přičemž Caruana, Nakamura i Praggnanandhaa zaostávali o pouhý půlbod.  V 11. kole Nakamura porazil Praggnanandhaa, zatímco Něpomňaščij porazil Vidita v komplikované partii, která přinesla šance oběma stranám. Hra Gukesh-Caruana skončila remízou, takže Něpomňaščij opět zůstal jediným vedoucím mužem žebříčku. 
| Pořadí | Hráč                   |          | SB    | Výhry | Kvalifikace                         |
| ------ | ---------------------- | -------- | ----- | ----- | ----------------------------------- |
| 1      | Gukesh D (IND)         | 9 / 14   | 57    | 5     | Postup do boje o titul mistra světa |
| 2      | Hikaru Nakamura (USA)  | 8.5 / 14 | 56    | 5     |                                     |
| 3      | Jan Něpomňaščij (FIDE) | 8.5 / 14 | 56    | 3     |                                     |
| 4      | Fabiano Caruana (USA)  | 8.5 / 14 | 54    | 4     |                                     |
| 5      | R Praggnanandhaa (IND) | 7 / 14   | 42.5  | 3     |                                     |
| 6      | Vidit Gujrathi (IND)   | 6 / 14   | 40.25 | 3     |                                     |
| 7      | Alireza Firouzja (FRA) | 5 / 14   | 32.75 | 2     |                                     |
| 8      | Nijat Abasov (AZE)     | 3.5 / 14 | 25.5  | 0     |                                     |

Ve 12. kole Něpomňaščij remizoval, Nakamura potřetí v řadě triumfoval a své partie zvládli vítězně vyhráli také Gukesh a Caruana. Tím se Něpomňaščij, Nakamura a Gukesh společně počali dělit o první příčku, Caruana o půl bodu zaostával a žádný další hráč již neměl šancí turnaj vyhrát.  V klíčovém 13. kole porazil Gukesh Firouzju a Caruana Praggnanandhaa, zatímco Něpomňaščij a Nakamura remizovali. Gukeshovi tak získal na své tři vyzyvatele před posledním kolem půlbodový náskok.  V posledním kole hrál Nakamura bílými proti Gukeshovi a tutéž barvu hájil Caruana proti Něpomňaščému, přičemž Nakamura, Caruana a Něpomňaščij potřebovali bezpodmínečně nutně získat celý bod. Partie Gukeshe a Nakamury skončila remízou, přičemž ani jeden z hráčů nikdy nedokázal získat během partie výraznou převahu. Daleko dramatičtější byl zápas mezi Caruanou a Něpomňaščém. Caruana předváděl excelentní šachy, a příkladně usiloval o získání vítězné převahu, ale Něpomňaščij se urputně bránil a neustále komplikoval soupeři situaci. Výsledkem byla velmi složitá koncovka, při níž počítačové hodnocení stavu partie neustále měnilo očekávatelného vítěze, ale Caruana jako poslední předvedl nepřesný tah a Něpomňaščij úspěšně udržel remízu.  Po zápase se Něpomňaščij Caruanovi, přičemž Caruana odvětil „Moje chyba“. 
Díky remíze Gukesh vyhrál turnaj a právo hrát o titul mistra světa proti Ting Li-ženovi v zápase, který je na programu později v roce 2024

### Výsledky partií
| Round 1 (4. dubna 2024)    | Round 1 (4. dubna 2024) | Round 1 (4. dubna 2024)    | Round 1 (4. dubna 2024)                 | Round 1 (4. dubna 2024) |
| -------------------------- | ----------------------- | -------------------------- | --------------------------------------- | ----------------------- |
| Fabiano Caruana            | ½–½                     | Hikaru Nakamura            | B56 Sicilská obrana                     | [ 55 ]                  |
| Nijat Abasov               | ½–½                     | Jan Něpomňaščij            | D53 Ortodoxní obrana dámského gambitu   | [ 56 ]                  |
| Alireza Firouzja           | ½–½                     | R Praggnanandhaa           | C83 Otevřená varianta španělské hry     | [ 57 ]                  |
| Gukesh D                   | ½–½                     | Santoš Gujrathí Vidit      | D32 Tarraschova obrana dámského gambitu | [ 58 ]                  |
| Round 2 (5. dubna 2024)    |                         |                            |                                         |                         |
| Hikaru Nakamura (½)        | 0–1                     | Santoš Gujrathí Vidit (½)  | C65 Berlínská obrana španělské hry      | [ 59 ]                  |
| R Praggnanandhaa (½)       | 0–1                     | Gukesh D (½)               | D30 Dámský gambit                       | [ 60 ]                  |
| Jan Něpomňaščij (½)        | 1–0                     | Alireza Firouzja (½)       | C65 Berlínská obrana španělské hry      | [ 61 ]                  |
| Fabiano Caruana (½)        | 1–0                     | Nijat Abasov (½)           | B30 Sicilská obrana                     | [ 62 ]                  |
| Round 3 (6. dubna 2024)    |                         |                            |                                         |                         |
| Nijat Abasov (½)           | ½–½                     | Hikaru Nakamura (½)        | D10 Slovanská obrana dámského gambitu   | [ 63 ]                  |
| Alireza Firouzja (½)       | ½–½                     | Fabiano Caruana (1½)       | B30 Sicilská obrana                     | [ 64 ]                  |
| Gukesh D (1½)              | ½–½                     | Jan Něpomňaščij (1½)       | E01 Katalánský systém                   | [ 65 ]                  |
| Santoš Gujrathí Vidit (1½) | 0–1                     | R Praggnanandhaa (½)       | C70 Španělská hra                       | [ 66 ]                  |
| Round 4 (7. dubna 2024)    |                         |                            |                                         |                         |
| Hikaru Nakamura (1)        | ½–½                     | R Praggnanandhaa (1½)      | C77 Španělská hra                       | [ 67 ]                  |
| Jan Něpomňaščij (2)        | 1–0                     | Santoš Gujrathí Vidit (1½) | C67 Berlínská obrana španělské hry      | [ 68 ]                  |
| Fabiano Caruana (2)        | ½–½                     | Gukesh D (2)               | C50 Italská hra                         | [ 69 ]                  |
| Nijat Abasov (1)           | ½–½                     | Alireza Firouzja (1)       | E32 Nimcovičova indická obrana          | [ 70 ]                  |
| Round 5 (9. dubna 2024)    |                         |                            |                                         |                         |
| Alireza Firouzja (1½)      | 0–1                     | Hikaru Nakamura (1½)       | C54 Italská hra                         | [ 71 ]                  |
| Gukesh D (2½)              | 1–0                     | Nijat Abasov (1½)          | C43 Ruská obrana                        | [ 72 ]                  |
| Santoš Gujrathí Vidit (1½) | ½–½                     | Fabiano Caruana (2½)       | B30 Sicilská obrana                     | [ 73 ]                  |
| R Praggnanandhaa (2)       | ½–½                     | Jan Něpomňaščij (3)        | C42 Ruská obrana                        | [ 74 ]                  |
| Round 6 (10. dubna 2024)   |                         |                            |                                         |                         |
| Gukesh D (3½)              | ½–½                     | Hikaru Nakamura (2½)       | B27 Sicilská obrana                     | [ 75 ]                  |
| Santoš Gujrathí Vidit (2)  | 1–0                     | Alireza Firouzja (1½)      | B57 Sozinův útok v sicilské             | [ 76 ]                  |
| R Praggnanandhaa (2½)      | 1–0                     | Nijat Abasov (1½)          | D32 Tarraschova obrana dámského gambitu | [ 77 ]                  |
| Jan Něpomňaščij (3½)       | ½–½                     | Fabiano Caruana (3)        | C47 Hra čtyř jezdců                     | [ 78 ]                  |
| Round 7 (11. dubna 2024)   |                         |                            |                                         |                         |
| Hikaru Nakamura (3)        | ½–½                     | Jan Něpomňaščij (4)        | C42 Ruská obrana                        | [ 79 ]                  |
| Fabiano Caruana (3½)       | ½–½                     | R Praggnanandhaa (3½)      | C02 Francouzská obrana                  | [ 80 ]                  |
| Nijat Abasov (1½)          | ½–½                     | Santoš Gujrathí Vidit (3)  | C65 Berlínská obrana španělské hry      | [ 81 ]                  |
| Alireza Firouzja (1½)      | 1–0                     | Gukesh D (4)               | A45 dámským pěšcem - Trompowského útok  | [ 82 ]                  |

| Round 8 (13. dubna 2024)   | Round 8 (13. dubna 2024) | Round 8 (13. dubna 2024)   | Round 8 (13. dubna 2024)                       | Round 8 (13. dubna 2024) |
| -------------------------- | ------------------------ | -------------------------- | ---------------------------------------------- | ------------------------ |
| Hikaru Nakamura (3½)       | 1–0                      | Fabiano Caruana (4)        | C77 Španělská hra                              | [ 83 ]                   |
| Jan Něpomňaščij (4½)       | ½–½                      | Nijat Abasov (2)           | C01 Francouzská obrana                         | [ 84 ]                   |
| R Praggnanandhaa (4)       | ½–½                      | Alireza Firouzja (2½)      | B47 Paulsenova varianta sicilské               | [ 85 ]                   |
| Santoš Gujrathí Vidit (3½) | 0–1                      | Gukesh D (4)               | C55 Hra dvou jezdců v obraně                   | [ 86 ]                   |
| Round 9 (14. dubna 2024)   |                          |                            |                                                |                          |
| Santoš Gujrathí Vidit (3½) | 1–0                      | Hikaru Nakamura (4½)       | C55 Hra dvou jezdců v obraně                   | [ 87 ]                   |
| Gukesh D (5)               | ½–½                      | R Praggnanandhaa (4½)      | C77 Španělská hra                              | [ 88 ]                   |
| Alireza Firouzja (3)       | ½–½                      | Jan Něpomňaščij (5)        | A06 Rétiho hra s 2.d5                          | [ 89 ]                   |
| Nijat Abasov (2½)          | ½–½                      | Fabiano Caruana (4)        | D31 Dámský gambit                              | [ 90 ]                   |
| Round 10 (15. dubna 2024)  |                          |                            |                                                |                          |
| Hikaru Nakamura (4½)       | 1–0                      | Nijat Abasov (3)           | C01 Francouzská obrana                         | [ 91 ]                   |
| Fabiano Caruana (4½)       | 1–0                      | Alireza Firouzja (3½)      | B90 Najdorfova sicilská                        | [ 92 ]                   |
| Jan Něpomňaščij (5½)       | ½–½                      | Gukesh D (5½)              | C70 Španělská hra                              | [ 93 ]                   |
| R Praggnanandhaa (5)       | ½–½                      | Santoš Gujrathí Vidit (4½) | C65 Berlínská obrana španělské hry             | [ 94 ]                   |
| Round 11 (17. dubna 2024)  |                          |                            |                                                |                          |
| R Praggnanandhaa (5½)      | 0–1                      | Hikaru Nakamura (5½)       | D02 dámským pěšcem s 2. Jf3                    | [ 95 ]                   |
| Santoš Gujrathí Vidit (5)  | 0–1                      | Jan Něpomňaščij (6)        | C42 Ruská obrana                               | [ 96 ]                   |
| Gukesh D (6)               | ½–½                      | Fabiano Caruana (5½)       | D37 Odmítnutý dámský gambit, varianta s 5. Sf4 | [ 97 ]                   |
| Alireza Firouzja (3½)      | 1–0                      | Nijat Abasov (3)           | A04 Rétiho hra                                 | [ 98 ]                   |
| Round 12 (18. dubna 2024)  |                          |                            |                                                |                          |
| Hikaru Nakamura (6½)       | 1–0                      | Alireza Firouzja (4½)      | C01 Francouzská obrana                         | [ 99 ]                   |
| Nijat Abasov (3)           | 0–1                      | Gukesh D (6½)              | E32 Nimcovičova indická obrana                 | [ 100 ]                  |
| Fabiano Caruana (6)        | 1–0                      | Santoš Gujrathí Vidit (5)  | C54 Italská hra                                | [ 101 ]                  |
| Jan Něpomňaščij (7)        | ½–½                      | R Praggnanandhaa (5½)      | C01 Francouzská obrana                         | [ 102 ]                  |
| Round 13 (20. dubna 2024)  |                          |                            |                                                |                          |
| Jan Něpomňaščij (7½)       | ½–½                      | Hikaru Nakamura (7½)       | C70 Španělská hra                              | [ 103 ]                  |
| R Praggnanandhaa (6)       | 0–1                      | Fabiano Caruana (7)        | B30 Sicilská obrana                            | [ 104 ]                  |
| Santoš Gujrathí Vidit (5)  | ½–½                      | Nijat Abasov (3)           | C42 Ruská obrana                               | [ 105 ]                  |
| Gukesh D (7½)              | 1–0                      | Alireza Firouzja (4½)      | C65 Berlínská obrana španělské hry             | [ 106 ]                  |
| Round 14 (21. dubna 2024)  |                          |                            |                                                |                          |
| Hikaru Nakamura (8)        | ½–½                      | Gukesh D (8½)              | D26 Přijatý dámský gambit                      | [ 107 ]                  |
| Alireza Firouzja (4½)      | ½–½                      | Santoš Gujrathí Vidit (5½) | C67 Berlínská obrana španělské hry             | [ 108 ]                  |
| Nijat Abasov (3½)          | 0–1                      | R Praggnanandhaa (6)       | E67 Královská indická obrana s g3              | [ 109 ]                  |
| Fabiano Caruana (8)        | ½–½                      | Jan Něpomňaščij (8)        | D35 Tarraschova obrana dámského gambitu        | [ 110 ]                  |

## Fotografie

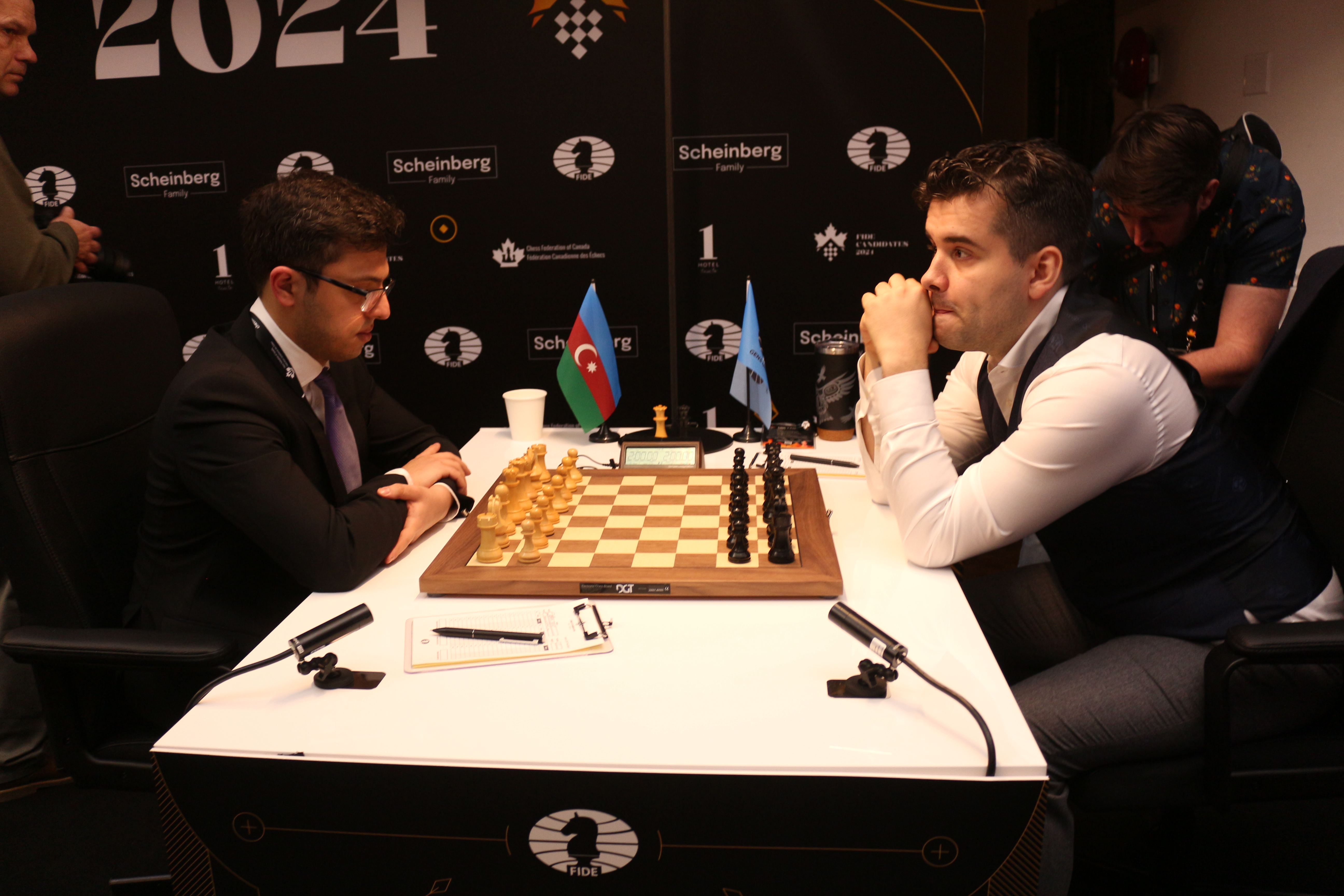
Abasov vs. Něpomňaščij (1. kolo)
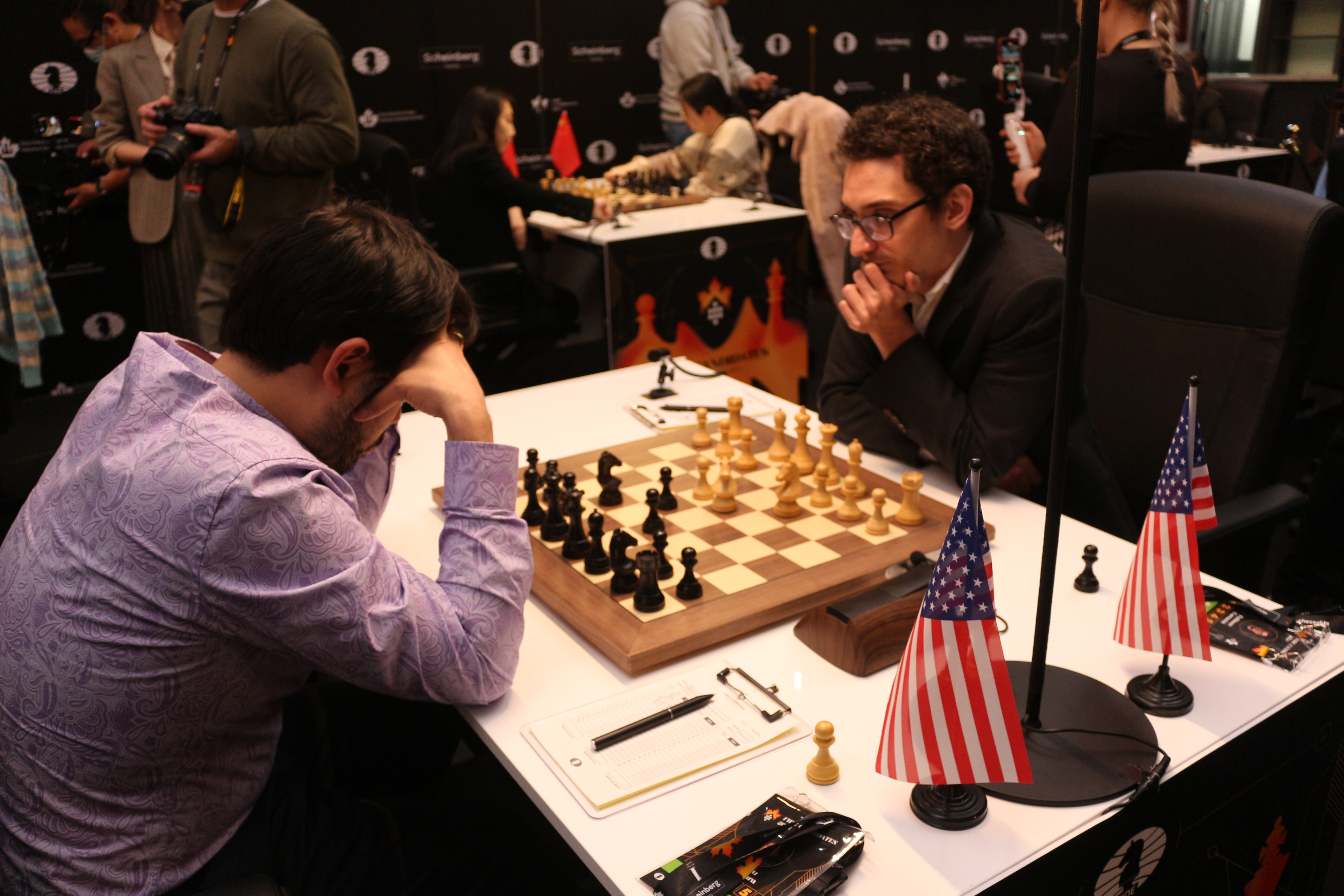
Nakamura vs. Caruana (1. kolo)
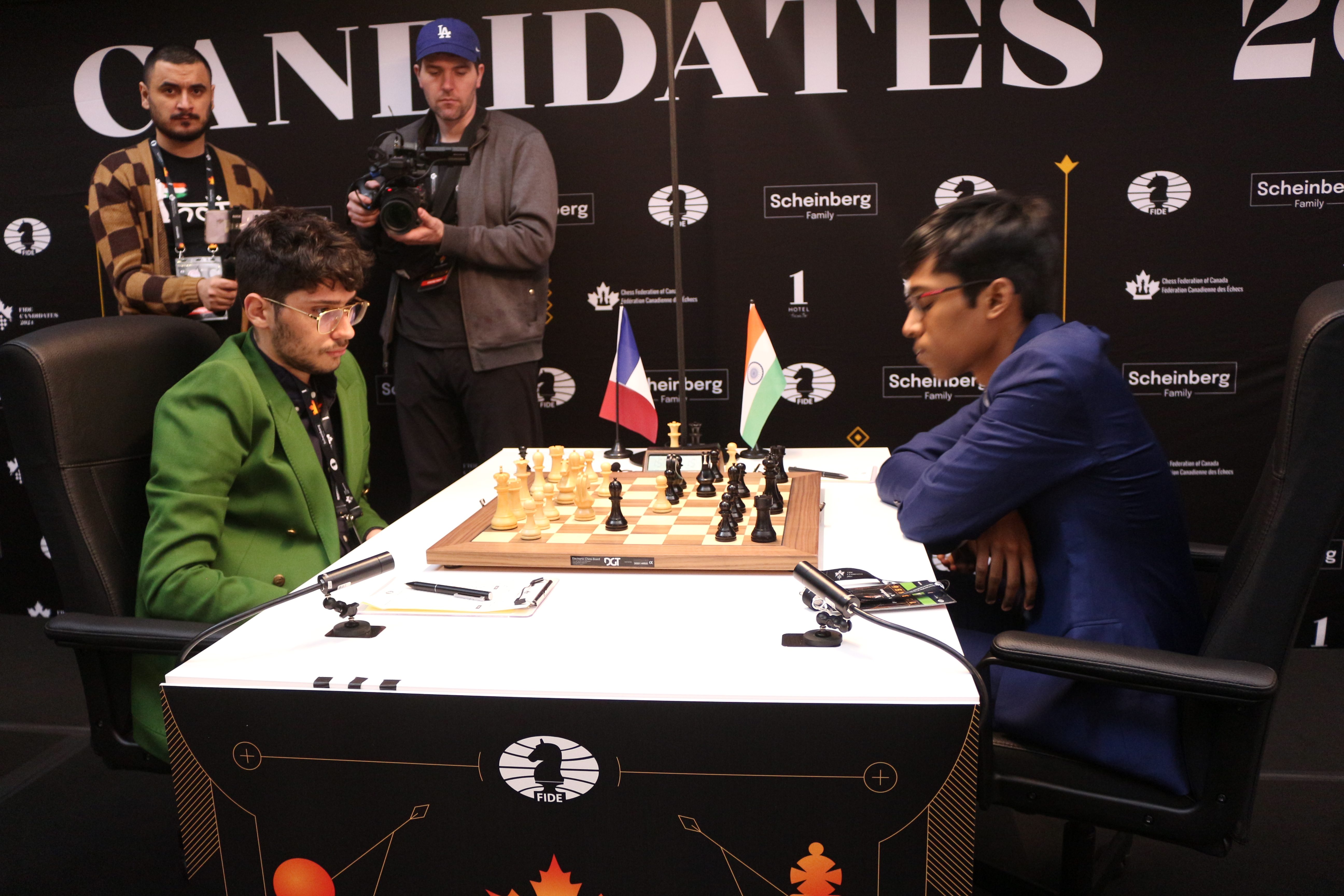
Firouzja vs. Praggnanandhaa (1. kolo)
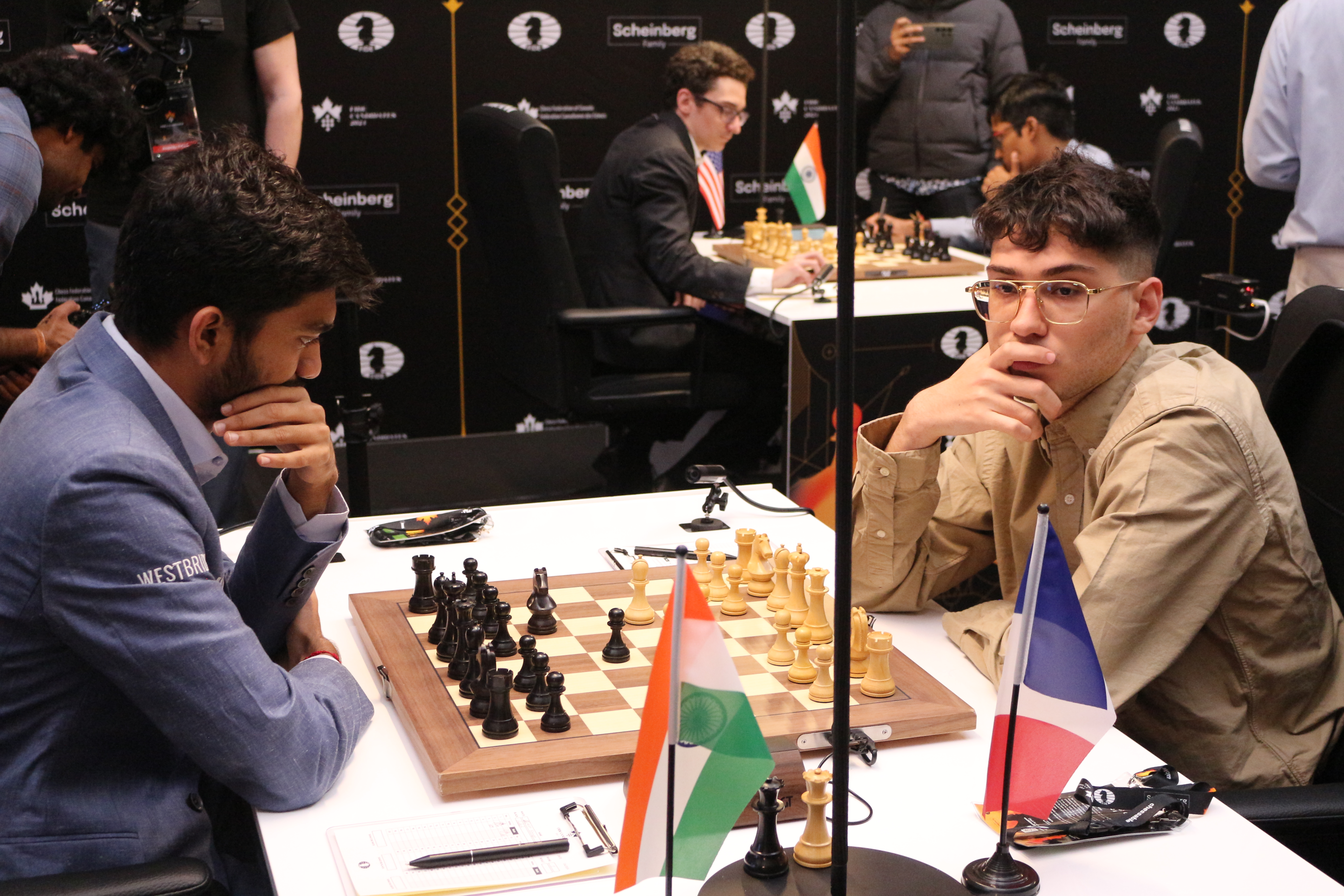
Firouzja vs. Gukesh (7. kolo)
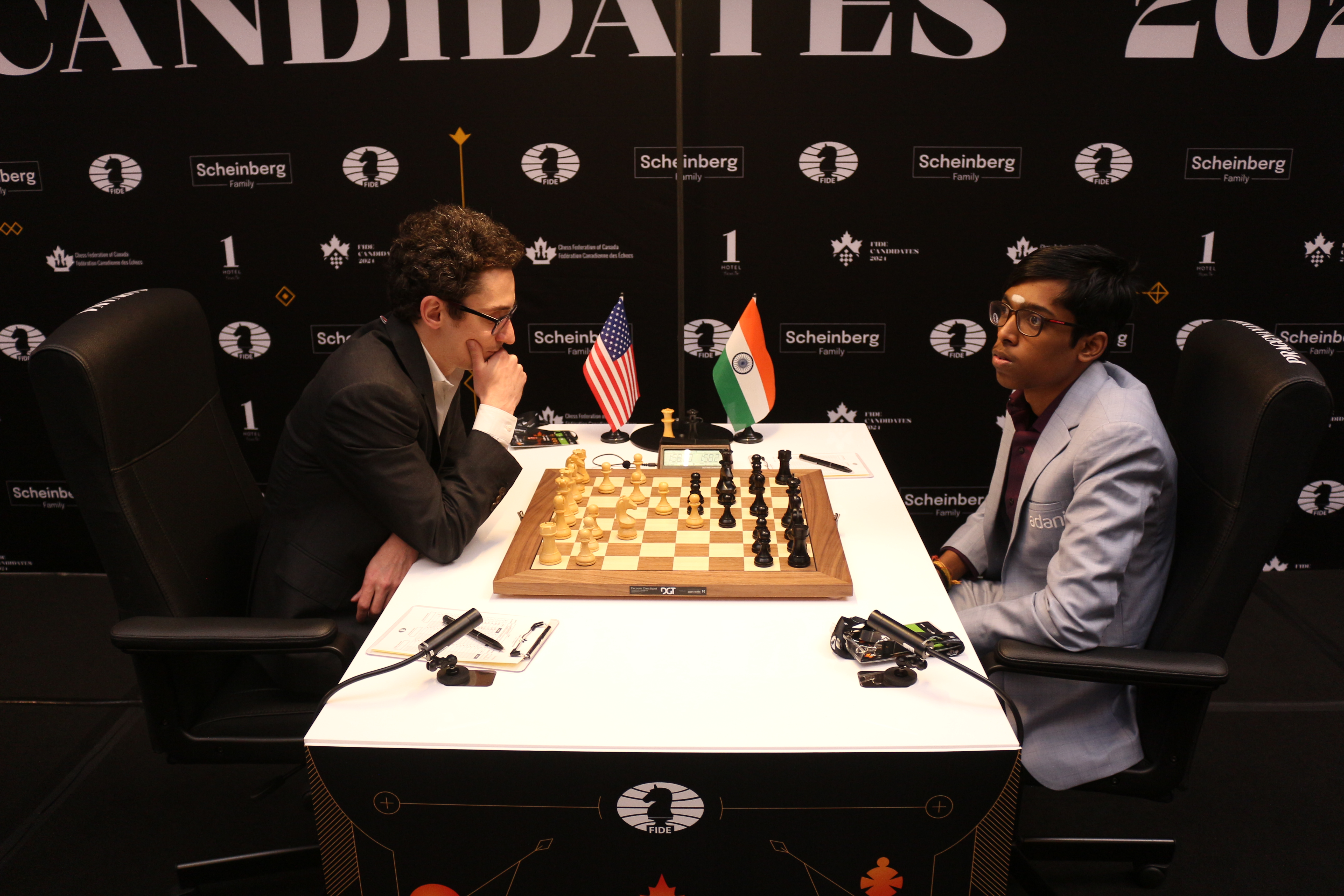
Caruana vs. Praggnanandhaa (7. kolo)
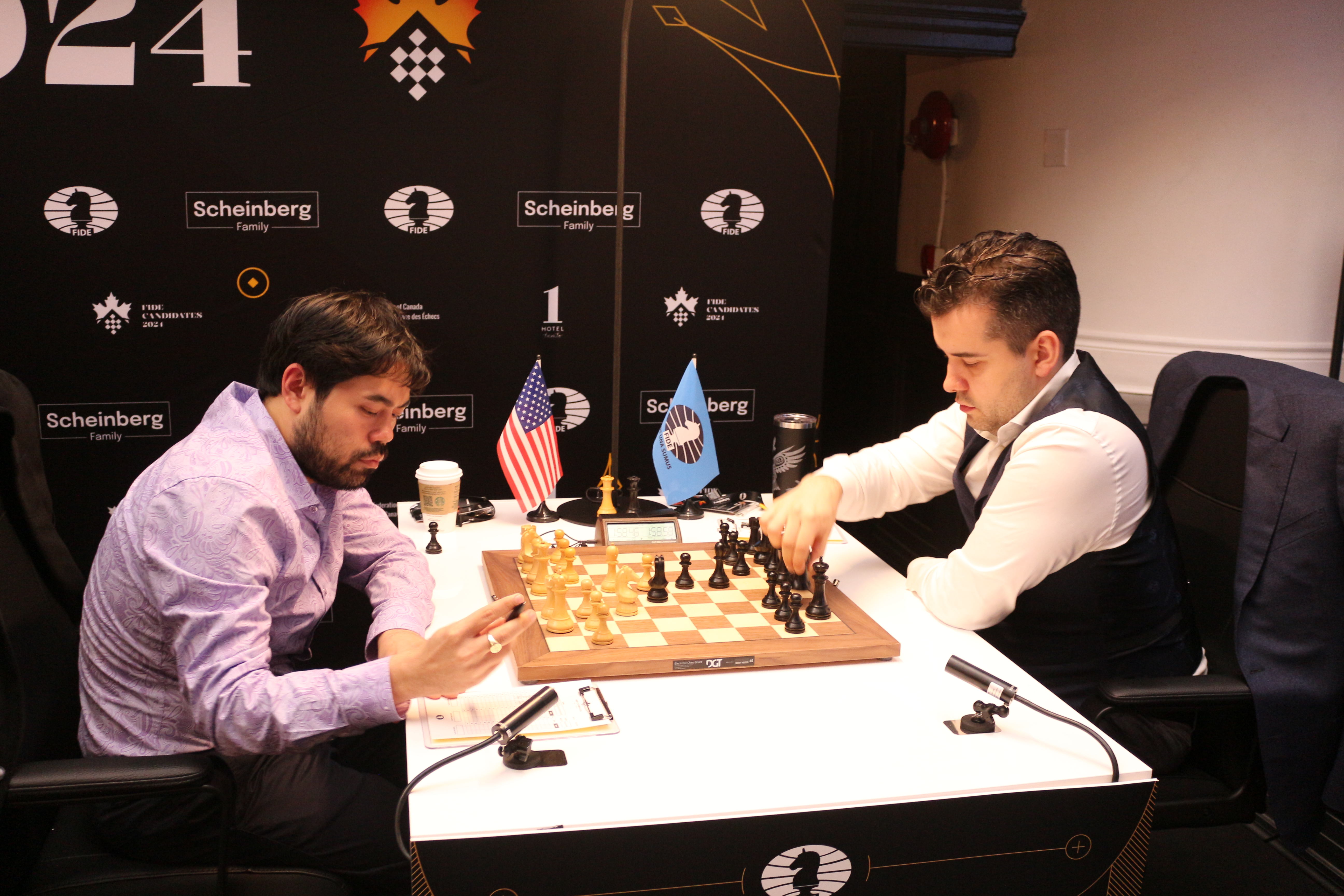
Nakamura vs. Něpomňaščij (7. kolo)
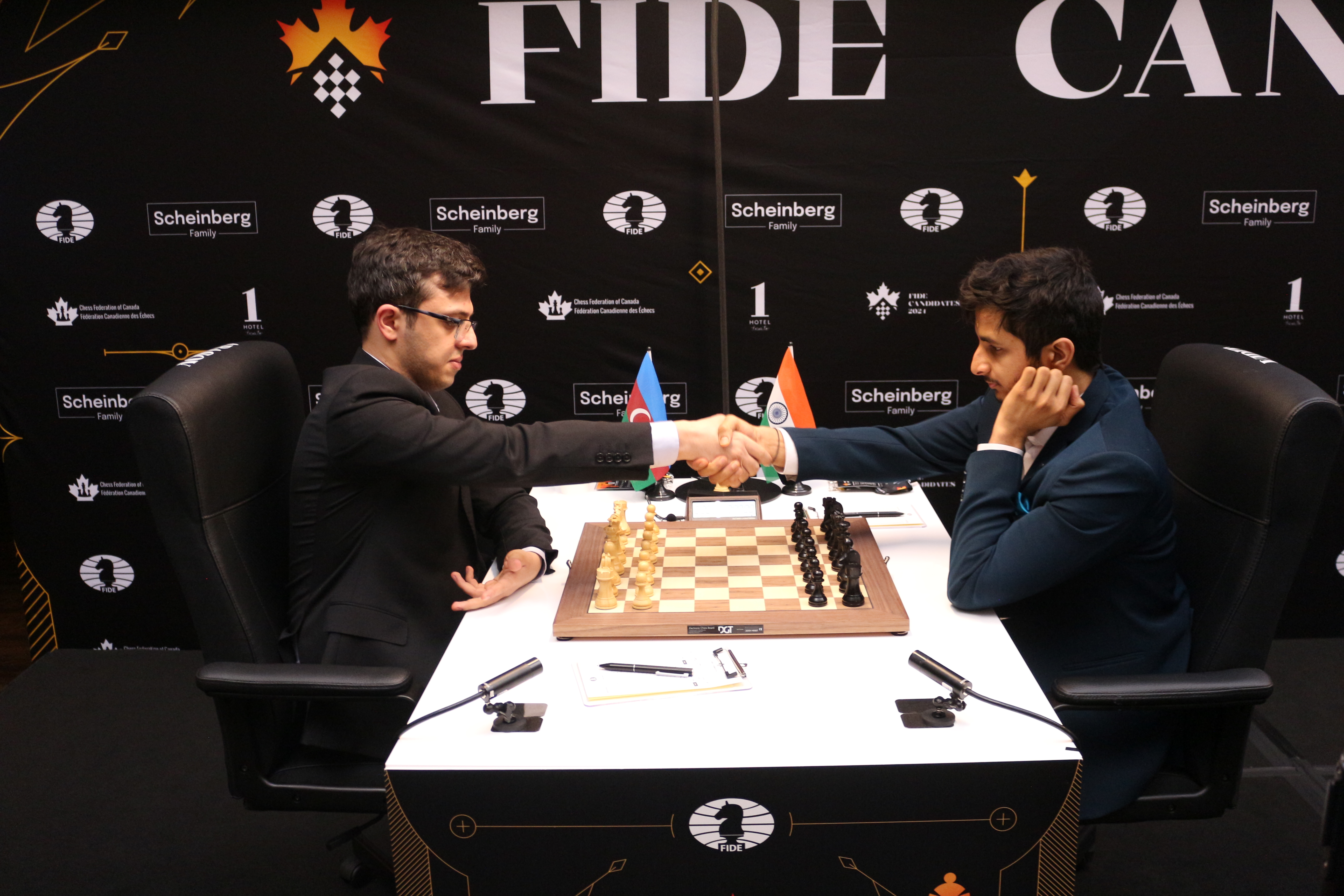
Abasov vs. Vidit (7. kolo)